# Pandiaka debilis
Pandiaka debilis är en amarantväxtart som först beskrevs av John Gilbert Baker, och fick sitt nu gällande namn av William Philip Hiern. Pandiaka debilis ingår i släktet Pandiaka och familjen amarantväxter. Inga underarter finns listade i Catalogue of Life.